# Cornelius Lambregtse
Cornelius Lambregtse (Rilland, 17 januari 1916 - 4 januari 2004) was een Nederlandse schrijver.

## Biografie
Lambregtse begon zijn loopbaan als onderwijzer in Nederland, maar emigreerde in 1947 naar de Verenigde Staten, waar hij ook tot zijn dood bleef wonen. De herinneringen aan het Zeeuwse landschap en het Zeeuwse dialect bleven hem bij en inspireerden hem tot het schrijven van boeken. Hij is vooral bekend geworden als auteur van In Zijn arm de lammeren. Hierin verwerkte hij de jeugdherinneringen aan zijn zoontje Kelvin, die op jonge leeftijd sterft. Voor in het boek is om die reden de volgende tekst opgenomen: In precious memory of my only son Calvin John, who at the age of three years and 7 months had finished his earthly sojourn, and on the day of his departure said: I am going home to Jesus. Don't cry, Daddy.
De hoofdpersoon van het boek is de driejarige Fransje Weststrate. Het jongetje overlijdt op vierjarige leeftijd aan complicaties bij een blindedarmontsteking. Het boek speelt zich af in een dorp in het oosten van Zuid-Beveland in de eerste helft van de 20e eeuw. Het boek is verschillende keren herdrukt. In 2006 verscheen de 12e druk. Door de Evangelische Omroep is in 1982 een hoorspel van het boek gemaakt. De gesprekken tussen personen worden in het boek weergegeven in het Zeeuws.
Vier jaar later, in 1975, verscheen Het scharlaken koord, waarin de zus van Fransje, Wantje, de hoofdpersoon is. Dit deel speelt in de jaren '20. In 1998 voltooide Lambregtse het boek Vreemdelingen en bijwoners, over Kees Weststrate, de broer van Fransje, en zijn familie. Het verhaal speelt in de nadagen van de Duitse bezetting. De vervolgdelen zijn overigens minder lovend ontvangen dan het eerste deel.

## Varia
In het boek Vreemdelingen en bijwoners viert Kees in 1947 zijn 31e verjaardag. Aangezien hij 10 was bij het overlijden van Fransje, zou het eerste deel (waarin geen jaartallen worden genoemd) zich in 1926 hebben afgespeeld.